# Cyphopterum palfortum
Cyphopterum palfortum är en insektsart som beskrevs av Leise och Adolf Remane 1994. Cyphopterum palfortum ingår i släktet Cyphopterum och familjen Flatidae. Inga underarter finns listade i Catalogue of Life.